# Alice Lawrence Oram
Alice Lawrence Oram (1864 – 1948) foi uma jornalista e tradutora britânica nascida e radicada em Portugal. Como jornalista, deu a notícia da revolução de 5 de outubro de 1910, que derrubou a monarquia portuguesa, no exterior.

## Vida pregressa
Alice Lawrence Oram nasceu em 1864 em Lisboa. Seus pais, William Oram e Jane Lawrence, eram os proprietários do Lawrence's Hotel em Sintra, que é tido por ser o hotel mais antigo que ainda está em funcionamento na Península Ibérica. O hotel  ficou famoso por ser o local onde, em 1809, Lord Byron escreveu parte de sua obra A Peregrinação de Childe Harold. Também apareceu em romances do escritor português José Maria de Eça de Queirós, como sendo o lugar para ficar quando os lisboetas visitavam a cidade vizinha, Sintra. Desde muito jovem, Alice foi conhecendo muitos dos escritores e artistas que visitavam o hotel.

## Carreira
Alice se tornou correspondente de uma grande variedade de agências de notícias e jornais estrangeiros, como a Associated Press, Reuters e o British Daily Mail, muitas vezes usando o pseudônimo de Célia Roma, com o qual assinava contos e poemas que apareciam em vários jornais e revistas. Para o Daily Mail, preparou uma reportagem sobre a revolução republicana de 5 de outubro de 1910, em Portugal, que foi a primeira notícia do acontecimento a ser divulgada no estrangeiro. Curiosamente, ela andou por Lisboa sob tiros para obter todos os detalhes da história.
Alice tinha uma casa em Lisboa perto do Palácio dos Duques de Palmela, o que lhe dava uma posição privilegiada para assistir aos movimentos da elite lisboeta, antes da Revolução, e às manifestações realizadas no vizinho Largo do Rato, após o acontecimento. Em 1912, ela foi presa por suposta participação numa conspiração para restaurar a monarquia. Sua prisão atraiu cobertura internacional, inclusive no New York Times. O período após o derrube da monarquia foi de grande instabilidade política e social, marcado por motins, ataques e explosões quase diárias. Este ambiente levou muitas pessoas a serem presas por suspeita de participação em movimentos pró-monarquistas ou contra-revolucionários, muitas vezes com poucas provas. Alice foi acusada de promover encontros políticos visando a restauração da monarquia. Esteve brevemente detida na prisão feminina do Aljube, no centro de Lisboa, sendo várias vezes libertada e depois detida novamente. O seu julgamento decorreu conjuntamente com o de outra mulher, Constança Teles da Gama, acusada de alimentar tropas leais à monarquia que estavam, segundo ela, detidas em condições de fome. O julgamento, que se tornou uma cause célèbre em Lisboa, rapidamente fracassou. Oram admitiu abertamente ter estado em contato com monarquistas, mas explicou que isso era necessário para seu trabalho como jornalista. As buscas em sua casa em Lisboa e na casa de seus pais em Sintra não revelaram nada que a incriminasse.
Em maio de 1916, Oram acompanhou Virgínia Quaresma, a primeira portuguesa a ser jornalista profissional e uma notável feminista e lésbica, numa viagem de submarino, que incluiu um mergulho. A viagem, no NRP Espadarte (Swordfish), o primeiro submarino moderno da marinha portuguesa, teria sido a primeira viagem de mulheres repórteres em um submarino, pelo menos em Portugal. Perto do fim da vida, esteve envolvida com a primeira agência de notícias de Portugal, a Lusitânia . A agência foi criada por Luís Caldeira Lupi que queria criar uma agência de notícias que conectasse todo o mundo de língua portuguesa.
Alice Lawrence Oram morreu em Sintra, em 1948. Antes de morrer, naturalizou-se portuguesa.

## Publicações
Alice traduziu várias obras para o português, incluindo Oliver Twist de Charles Dickens, e obras de Gabriele D'Annunzio, e Freeman Wills Crofts . Ela também traduziu para o inglês O Livro das Crianças de António Botto, uma coleção de contos infantis best-seller que seria oficialmente aprovada como leitura escolar na Irlanda.